# Стовпин (Рівненський район)
Сто́впин — село у Великомежиріцькій громаді Рівненського району Рівненської області; колишній центр Стовпинської сільської ради. Населення — 634 особи (2001).

## Історія
Перша згадка — 1497 рік.
У 1906 році село Межиріцької волості Рівненського повіту Волинської губернії. Відстань від повітового міста 47 верст, від волості 3. Дворів 147, мешканців 899.
1960 археолог П. Раппопорт обстежив поблизу села давньоукраїнське городище.

## Сучасний стан
У селі діють загальноосвітня школа І–ІІ ступенів, публічно-шкільна бібліотека, будинок культури, фельдшерсько-акушерський пункт, Свято-Хресто-Воздвиженська церква Московської патріархії.

## Населення

### Мова
Розподіл населення за рідною мовою за даними перепису 2001 року:
| Мова       | Кількість | Відсоток |
| ---------- | --------- | -------- |
| українська | 631       | 99.53%   |
| російська  | 3         | 0.47%    |
| Усього     | 634       | 100%     |

## Відомі персони
У селі народився Митрополит Дніпропетровський та Павлоградський Української Православної Церкви (Московського Патріархату) Іриней (Середній).